# 아홉꼬리 고양이

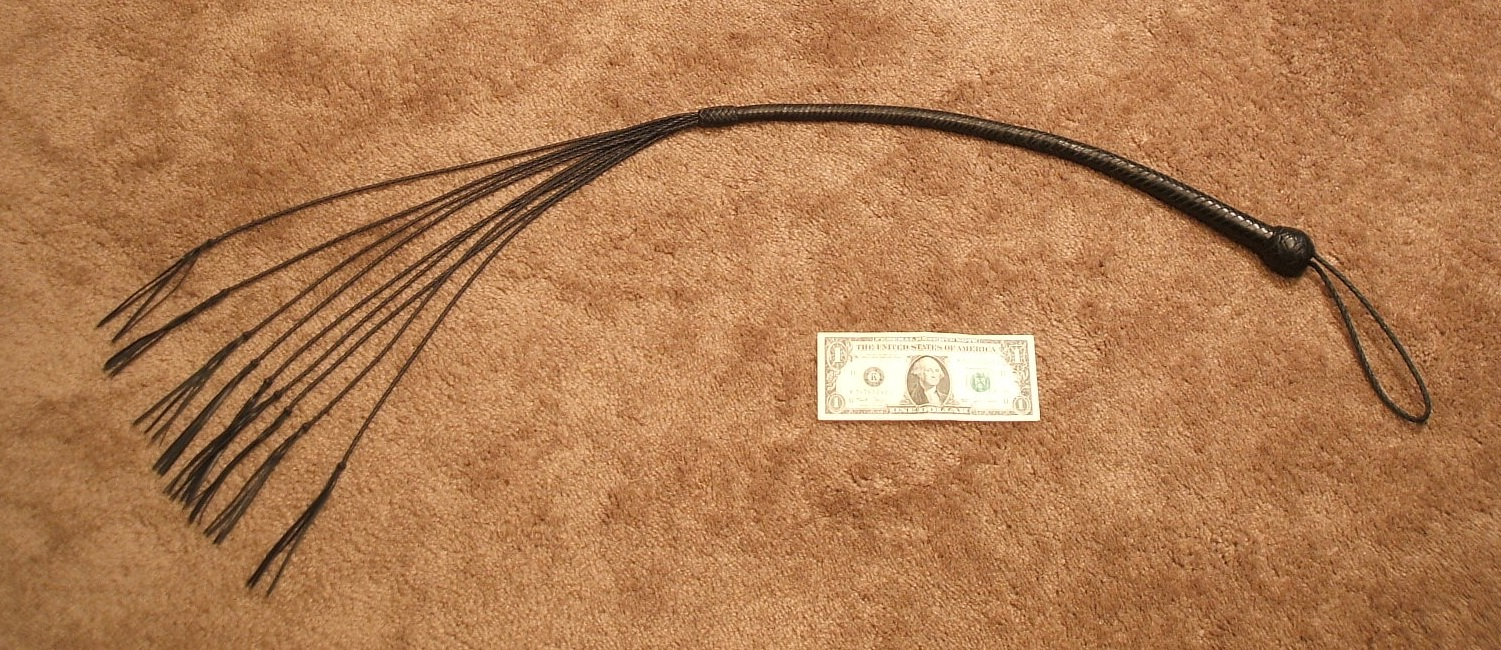
1달러 지폐와 아홉꼬리 고양이의 비교

아홉꼬리 고양이(Cat o' nine tails)는 체벌 도구의 일종으로 아홉 가닥의 가지가 뻗어있는 채찍을 일컫는 말이다. 구교묘(九翹猫)라고도 한다. 영국의 왕립 해군(Royal Navy)에서 사용된 것이 유명하다. 현재 이 도구는 징벌도구로서 본래 가졌던 기능보다는 성적 쾌감을 얻기 위한 설정 놀이의 도구로 더 활용되고 있다.